# انتونیو مورنو (جلو)
انتونیو مورنو (انگلیسی: Antonio Moreno؛ زادهٔ ۱ فوریهٔ ۱۹۸۳) بازیکن فوتبال اهل اسپانیا است.
از باشگاه‌هایی که در آن بازی کرده‌است می‌توان به باشگاه فوتبال کادیس و باشگاه فوتبال پارتیزان اشاره کرد.